# Nestor Holejko
Nestor Holejko (28. října 1902 – ?březen 1981) byl původem z Ukrajiny a prakticky s obsazením Čech, Moravy a Slezska již od března 1939 spolupracoval s Němci jako konfident SD a Gestapa. Po druhé světové válce zakotvil v USA, kde pracoval pro CIA. V USA také zemřel.

## Životopis

### Do 15. března 1939
Nestor Holejko se narodil na Ukrajině a byl původně elektroinženýr. Do roku 1936 byl členem KSČ a zároveň se aktivně angažoval v ukrajinském nacionalistickém hnutí. Ve třicátých letech dvacátého století pracoval jako instruktor moskevského vedení III. internacionály. V Praze vykonával funkci instruktora. Později byl tajemníkem (placeným funkcionářem) KSČ pro obvod Praha – město i tajemníkem ÚV KSČ.

### Po 15. březnu 1939
Den po obsazení Čech, Moravy a Slezska (16. března 1939) byl zatčen. Výměnou za svobodu přistoupil na nabídku spolupráce s Němci. Od počátku okupace Čech, Moravy a Slezska pracoval Nestor Holejko pro Sicherheitsdienst (tajnou policii nacistického Německa) jako konfident pro záležitosti KSČ. Zde používal krycí jméno „Kalinin“. Jeho cesty do Moskvy organizovala německá zpravodajská služba. Cesty z Moskvy zpět do Protektorátu pak zase na oplátku sovětská vojenská zpravodajská služba GRU (ruská rozvědka).

### Od SD ke Gestapu
V roce 1941 jej Sicherheitsdienst (SD) uvolnil coby konfidenta ve prospěch úřadovny pražského gestapa. Do konce roku 1942 pracoval jako konfident v sektoru protikomunistického referátu. Později jej gestapo nasazovalo i v rámci protiparašutistického referátu (tzv. sektor padákových agentů).
Nestor Holejko byl jedním z nejvýkonnějších konfidentů zpravodajského aparátu pražského gestapa. Při zpravodajských hrách Gestapa proti odboji vystupoval pod krycím jménem „inženýr KALININ“ a předstíral osobu politického komisaře fiktivního partyzánského oddílu. Při styku s odbojem užíval i další krycí jména jako: Kalina, Jirka, Korsakov, Slava, Slava Novák, Major. Často vystupoval jako sovětský parašutista.

### Před koncem druhé světové války
Ještě před skončením druhé světové války a vypuknutím pražského povstání odcestoval 20. dubna 1945 z Prahy do Švýcarska. Přes Švýcarsko se dostal posléze do USA. Na počátku padesátých let dvacátého století za ním vycestovala z Československa i jeho rodina. Po útěku do USA sloužil v řadách americké Ústřední zpravodajské služby (CIA).[zdroj⁠?!]

### Hledání válečného zločince
Na seznam válečných zločinců byl Nestor Holejko zapsán československými úřady 11. února 1948 (pod pořadovým číslem 7.528). Důvodem byla jeho konfidentská spolupráce s pražským gestapem, jeho podíl na likvidaci partyzánské skupiny kapitána Rudé armády Alexandra Vasiljeviče Fomina (partyzánské brigády „Mistr Jan Hus“) , podíl na smrti nejméně osmnácti odbojářů jakož i parašutistů Františka Pospíšila (velitele paravýsadku BIVOUAC) a Vítězslava Lepaříka (paravýsadek GLUCINIUM).

### Nóty a urgence do USA
Vypátrán byl až v šedesátých letech dvacátého století v USA. Následně byl Městským soudem v Praze dne 8. února 1965 vyhotoven zatýkací rozkaz. Ten byl pak 10. května 1965 předán coby první nóta ministerstva zahraničních věcí na velvyslanectví USA. Poslední urgence zastupitelského úřadu ČSSR byla datována k 16. srpnu 1967. Všechny tyto požadavky na vrácení Nestora Holejka do Československa byly Američany zamítnuty. Do Československa tak Holejko nikdy vydán nebyl a v USA žil až do své smrti.

## Holejkovy aktivity
| Období                        | Místo                                              | Popis aktivity |
| ----------------------------- | -------------------------------------------------- | --- |
|                               | Václavské náměstí 802/54, Praha 1                  | Kolaborující ministr protektorátní vlády Adolf Hrubý se v kancelářích Zemědělské rady scházel s konfidentem Sicherheitsdienstu Nestorem Holejkem a dalšími pracovníky a konfidenty Sicherheitsdienstu (SD). |
| Od začátku okupace až do 1942 | Hvězdova 1282/31, Praha 4                          | Od začátku okupace až do roku 1942 bydlel Nestor Holejko v Praze na adrese Hvězdova 1282/31, Praha 4. |
| 1942 až 1944                  | Ve Smečkách 1920/27, Praha 1                       | Během roku 1942 se do odbojové skupiny KOS infiltrovali konfidenti protiparašutistického referátu gestapa: Jaroslav Žícha; Zdeněk Fink; Jaroslav Nachtmann (pod jménem poručík Šulc) a Nestor Holejko (alias ing. Kalinin - major Rudé armády). K definitivní likvidaci odbojové skupiny KOS došlo v létě 1944 (za přispění protikomunistického referátu gestapa). |
| počínaje 1943 a dále          | Mikovcova (Mikowec - Strasse) 574/3, Praha 2       | Od konce roku 1942 sídlila ve čtvrtém patře domu firma "Albatros". Tato krycí firma byla používána pražským gestapem ke styku s konfidenty. V tomto domě také sídlila kancelář úředníka SBF Williho Leimera. Firma "Albatros" byla založena na krycí jméno Jaroslava Nachtmanna - Jaroslav Nebeský. Do této "centrály" docházeli s informacemi a pro další úkoly rovněž zrádci - parašutisté: Viliam Gerik (paravýsadek ZINC) a rotný Karel Čurda (pomocník velitele paravýsadku OUT DISTANCE). Na této adrese se také často vyskytovali i další konfidenti: Jaroslav Žícha, Josef Renner, Josef Musil a Nestor Holejko. |
| 23. červenec 1944 a dále      | Politických vězňů 929/20, Praha 1                  | V Petschkově paláci od 23. července 1944 byl za účasti Nestora Holejka vyslýchán zatčený Rudolf Vetiška (člen III. ilegálního vedení KSČ). |
| září a listopad 1944          | Husova 236/4a, Praha 1 - Staré Město               | V dominikánském klášteře při kostele svatého Jiljí se v září 1944 a v listopadu roku 1944 konaly fingované schůzky konfidentů pražského gestapa. Na jeho pokyn založili fiktivní odbojovou organizaci "Ústředí československého odboje v Praze". Kromě Jaroslava Nachtmanna se schůzek účastnili i konfidenti: Nestor Holejko (alias major Rudé armády ing. Kalinin), Antonín Vohradník a Jaroslav Žícha. Setkání se účastnil i zadržený parašutista Vítězslav Lepařík (paravýsadek GLUCINIUM). (Ten na oko přistoupil na spolupráci s gestapem.) Schůzky v dominikánském klášteře byly nahrávány a jejich účastníci byli nepozorovaně fotografováni. Řada odbojářů pak právě těmito nahrávkami a snímky byla nezpochybnitelně usvědčena z odbojové činnosti proti Velkoněmecké říši. |
| 17. říjen 1944                | Václavské náměstí 820/41, Praha 1                  | Parašutista Vítězslav Lepařík (paravýsadek GLUCINIUM) byl vlákán konfidentem gestapa Nestorem Holejkem do pasáže Luxor na Václavském náměstí v Praze, kde byl 17. říjen 1944 zatčen. Zatýkání se osobně účastnil Willi Leimer a Jaroslav Nachtmann. |
| 17. říjen 1944                | Lucemburská (Luxemburger Strasse) 1733/14, Praha 3 | V polovině října 1944 byl v bytě Radomíra Smrčky ubytován parašutista Vítězslav Lepařík (paravýsadek GLUCINIUM) a odbojáři z východních Čech: Jaroslav Tannert a Karel Holouš. (Radomír Smrčka tak nevědomky přes konfidenta Nestora Holejka spolupracoval s gestapem.) Nestor Holejko pak postupně "ilegály" z tohoto bytu dne 17. října 1944 odváděl na "konspirativní schůzky", na kterých byli zatýkáni gestapem. |
| 18. říjen 1944                | Štěpánská 704/61, Praha 1                          | Východočeský odbojář Jaroslav Tannert byl v pasáži Lucerna zatčen 18. října 1944. Na zatčení se podíleli konfidenti gestapa Nestor Holejko a Jaroslav Nachtmann. |
| únor a březen 1945            | Škrétova (Skrétagasse) 386/1, Praha 2              | V únoru a březnu roku 1945 se v kavárně Demínka na Vinohradech scházeli s konfidentem gestapa Nestorem Holejkem členové odbojové skupiny „Valina“. Holejko se vydával za majora Rudé armády. |
| jaro 1945                     | Benediktská 677/4, Praha 1                         | Na jaře 1945 se v domě uskutečnila schůzka Jaroslava Nachtmanna s Nestorem Holejkem a jeho bratrem Alexem Holejkem (spolupracovníkem gestapa v Krakově). Bratři Holejkové uvažovali o útěku do Švýcarska a k témuž přesvědčovali i Jaroslava Nachtmanna. V roce 1942 se přestěhoval a až do dubna 1945 bydlel v Praze na adrese Benediktská 677/4, Praha 1, kde byl také zatčen gestapem. Tento (zřejmě krycí) manévr mu umožnil útěk. |
| 1. květen 1945                | Politických vězňů 929/20, Praha 1                  | Do Petschkova paláce svolal dne 1. května 1945 Willi Leimer poradu vybraných konfidentů (Nestor Holejko, Jaroslav Žícha, Miroslav Sasák, a další), aby je informoval o tom, že byli vybráni do takzvaných R sítí a že budou využiti v případě válečného konfliktu mezi Západem a Východem. |